# 바쓰
바쓰(중국어 간체자: 拔丝, 정체자: 拔絲; básī)는 맛탕과 비슷한 중국 음식이다. 라쓰(중국어 간체자: 拉丝, 정체자: 拉絲; lāsī)로도 부른다.
물엿과 설탕으로 만든 시럽을 입혀 부드러운 맛탕과는 달리, 기름에 설탕을 녹여 입히는 바쓰는 겉이 사탕처럼 코팅돼 바삭바삭하다.
설탕이나 당밀을 끓여 걸쭉하게 졸인 뒤 튀김에 버무려 식힌 것으로, 졸인 설탕이나 당밀이 실처럼 길게 늘어나는 것이 특징이다. 
딤섬의 일종으로 취급되며, 튀김의 재료는 고구마, 감자, 사과, 바나나 등 다양하다.
중국에서는 청나라 당시에 처음으로 언급되었으며, 원나라 시대에 이와 유사한 요리법이 존재했다는 의견이 있다. 또한 일본에서는 메이지 시대에 고구마 맛탕이 존재했다는 기록이 남아있다.

## 같이 보기
- 맛탕